# 磯貝初奈
磯貝 初奈（いそがい はな、1993年11月20日  - ）は、東京都出身のフリーアナウンサー、気象予報士。

## 来歴
東京都世田谷区出身。国本小学校、桜蔭中学校・高等学校を経て、東京大学工学部社会基盤学科を卒業。
東大在学中の2013年4月から1年間、日本テレビ『NEWS ZERO』の天気コーナーを担当した。ミス東大コンテスト2015に出場、準ミスに選ばれた。2016年3月、自身のSNSで大学を卒業したことを報告。同時に所属してきたスプラウト社との契約も終了した。
同年4月中京テレビに入社。7月からの記者研修を経て、9月22日に以前出演していた『NEWS ZERO』のローカルニュース枠でアナウンサーデビューを果たした。2022年3月31日付で、中京テレビを退社。「時間を取って学びたいことができた」とのことで、半年ほど熟考した末に退社を決めたという。なお、退社の翌日である4月1日からセント・フォース所属のフリーアナウンサーとして活動することも表明している。
同年8月26日、自身のSNSで東京大学大学院に合格したことを報告、翌2023年4月から東京大学公共政策大学院に進学。
2025年6月1日より、経済ビジネス分野ではビジネス映像メディア「PIVOT」専属となった。

## 人物
特技はダンス、百人一首。趣味はバレエ、ダンス、映画鑑賞、音楽鑑賞。
高校1年生の時に気象予報士の資格を取得。
好きな男性のタイプは爽やかで楽しそうに笑う人。チャームポイントは笑った時に出来る鼻のしわ。マイブームは早寝。長所も短所もマイペース。
同期の上山元気と共に中京テレビ旧社屋（名古屋市昭和区高峯町）時代に入社した最後のアナウンサーである。2016年11月21日の新社屋（名古屋市中村区平池町）からの第一声は磯貝が発した。
弟がいる。母は桜蔭中学校・高等学校出身。

## 出演
太字は全国放送番組。

### テレビ

#### スプラウト所属時代
- NEWS ZERO（2013年4月1日 - 2014年3月29日[注 2]、日本テレビ） - お天気キャスター
- 日替わりセントフォース（BSスカパー!）
- クイズプレゼンバラエティー Qさま!!（テレビ朝日）

#### 中京テレビ時代
- オードリーさん、ぜひ会ってほしい人がいるんです。（2018年2月17日 - 2022年4月18日） - 2代目アシスタント。[注 3]
- ぐっと（ナレーション・プレゼンター）
- キャッチ!（リポーター・ナレーション）
- NNN各ニュース（ローカル枠）
- ストライク!（2018年4月2日 - 10月31日） - アシスタント 兼 天気キャスター
- ササシマBASE Lab. （2018年4月7日 - 2019年3月30日） - 動画担当研究員
- ボイメン ジャパネスク（2019年4月6日 - 2020年3月27日） - 進行・ナレーション
- STAY HOME 自習のススメ（2020年5月18日 - 28日）[17] - MC
- SKE48の名古屋4局のアナウンサーを8週連続で呼び出したった。（2020年10月30日、Locipo） - ゲスト出演[18]
- シネマBAR（2021年4月19日 - 2022年3月21日） - アルバイト
- 月刊ハラスポ（2021年4月25日 - 2022年3月27日） - アシスタント

#### セント・フォース時代
- 東大王（2022年5月18日[19]・9月21日[20]、TBSテレビ）
- クイズ!あなたは小学5年生より賢いの?（2022年6月17日、日本テレビ）[21]
- グッド!モーニング（2022年9月27日[22][23]・30日[24][25]・2023年3月23日[26]、テレビ朝日） - 気象情報[注 4]
- 名品モノづくり探訪（2022年11月11日 - 2023年6月18日、BSJapanext）[27]
- 達人道「コピーの達人」（2023年3月、テレビ埼玉ほか）[28]
- ネプリーグ（2023年5月8日、フジテレビ）[29]
- サンデーLIVE!!（2023年6月4日 - 2024年9月29日、テレビ朝日） - 気象コーナー担当[30][31]
- 離婚しようよ 第3話（2023年6月22日配信開始、Netflix） - 佐々木 役[32]
- 日向坂になりましょう 第6話（2023年7月5日配信開始、Lemino） - 講師[33]
- 日向坂になりましょう - 五期生成長バラエティ 第0話（2025年7月7日配信開始、Lemino）- 番組発表記者会見 進行担当[34]

### その他
- JAXAシンポジウム2022（2022年11月26日、オンライン配信イベント） - ナビゲーター[35]
- 高校生のためのメタバース進学ガイダンス（2023年6月25日、オンライン参加イベント） - トークゲスト[36]
- AERA MOOK「偏差値だけに頼らない 中高一貫校選び2024」（2023年6月29日、朝日新聞出版、ISBN 978-4-0227-9311-9） - インタビュー掲載[37][38]